# Šiprage
Šiprage är en by i kommunen Kotor Varoš i Republika Srpska i Bosnien och Hercegovina. Den är belägen i den centrala delen av landet, 135 kilometer nordväst om huvudstaden Sarajevo.
Šiprage är beläget cirka 507 meter över havet och antalet invånare är 788 (2013).

## Historia
Under Bosnienkriget (1992–1995) förstörde den bosnienserbiska polisen och armén de omgivande bosniska byarna, bland annat de som låg uppströms längs Vrbanja till Kruševo Brdo, andra bosniska och kroatiska byar nedströms via Kotor Varoš till Banja Luka, samt byar i hela den centrala delen av Bosnien. Efter 1996 återställdes delar av de flesta bosniska byar tack vare luxemburgska regeringen och soldater från BELUGA (BElgien + LUxemburg + Grekland + Austria); en bataljon från SFOR – EUFOR:s mission.
Under kriget byggdes en ortodox kyrka i byn på platsen för det tidigare "skogsbrukshuset" som också var det tidigare sätet för den lokala administrationen.

## Folkmängd
| Šiprage Totala folkmängden 2013: 788 |              |              |              |
| År lista                             | 1991.        | 1981.        | 1971.        |
| Bosniaker                            | 745 (78,25%) | 711 (60,10%) | 422 (51,33%) |
| Serber                               | 168 (17,64%) | 320 (27,04%) | 370 (45,01%) |
| Kroater                              | 1 (0,10%)    | 6 (0,50%)    | 0            |
| Jugoslaver                           | 32 (3,36%)   | 136 (11,49%) | 21 (2,55%)   |
| Övriga                               | 6 (0,63%)    | 10 (0,84%)   | 9 (1,09%)    |
| Total                                | 952          | 1,183        | 822          |